# Storia del Galatasaray Spor Kulübü
Questa pagina tratta la storia del Galatasaray Spor Kulübü dal 1905 ai nostri giorni.

## Storia

### Gli albori

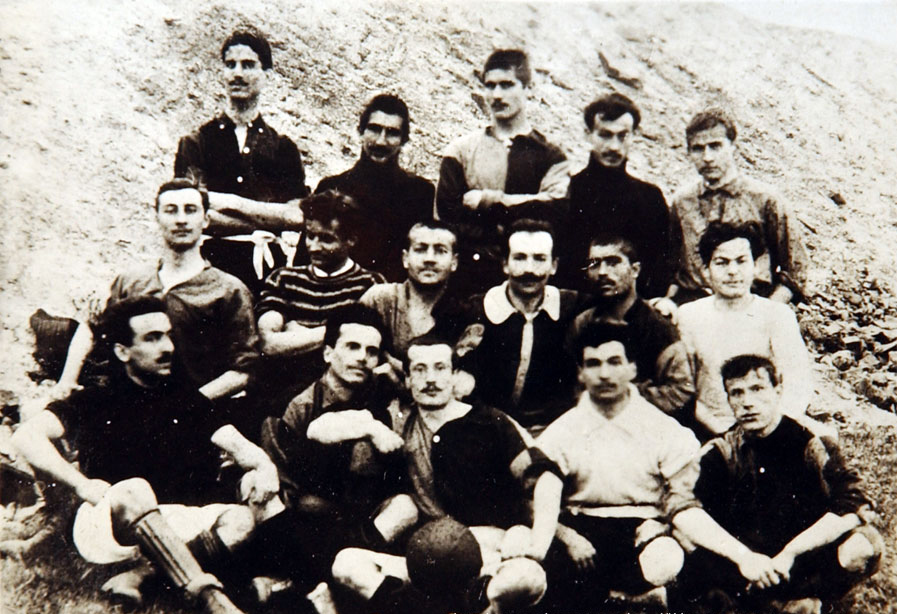
Il Galatasaray nel 1905

Nel 1905 un gruppo di studenti del quinto anno del Liceo Galatasaray di Istanbul decidono di fondare una società polisportiva: rispondono ai nomi di Asım Tevfik Sonumut, Emin Bülent Serdaroğlu, Celal Ibrahim, Bekir Sıtkı Bircan, Reşat Şirvanizade, Refik Cevdet Kalpakçıoğlu, Abidin Daver oltre a Ali Sami Yen (figlio dello scrittore e filosofo albanese Sami Frashëri), che divenne il primo presidente del nuovo club. Vengono inizialmente scelti come colori sociali il bianco e il rosso (dalla bandiera turca) poi, nel 1906, si passa al giallo e al nero, sino al 1908. La prima sede è il negozio di un lattaio bulgaro del quartiere di Galata Sarayı, che in turco significa palazzo di Galata e deriva dal fatto che la scuola degli studenti fondatori si trova nel quartiere di Galata, la cittadella medievale genovese allora esistente a nord del Corno d'Oro.
A Istanbul lo sport, specie il calcio, è già entrato nella vita sociale della città. Nel 1901 una prima squadra calcistica, il Kadikoy Football Club, era stata fondata da inglesi residenti e a essa avevano aderito anche parecchi greci. I primi tornei erano stati così disputati da squadre non turche, provocando tra i giovani del luogo un vivo risentimento, a cui reagirono per primi proprio gli studenti del Liceo Galatasaray.
L'impegno dei soci del Galatasaray (che ben presto si apre anche ad altre etnie, visto che vi aderiscono anche molti studenti bulgari e serbi del Liceo) viene riassunto in quello che tutt'oggi è il motto della squadra: «Per giocare insieme come inglesi, per avere un colore e un nome, per battere squadre non turche» (in turco «İngilizler gibi toplu halde oynamak, bir renge ve isme sahip olmak, türk olmayan takımları yenmek»).
Malgrado gli scarsi mezzi iniziali (per risparmiare il presidente Sami Yen deve ingrassare di persona l'unico pallone, mentre il vice Asım lava le magliette), l'entusiasmo non manca. L'unico dubbio riguarda la scelta del nome della squadra: alcuni soci la vogliono ribattezzare "Gloria" o "Audace", ma è in pratica il pubblico a scegliere il nome definitivo. I giovani studenti giocano una prima storica gara contro una squadra greca, la Kadikoy Faure School e le rifilano un 2-0; gli spettatori, che ovviamente parteggiano per i ragazzi loro concittadini, ne restano estasiati e li ribattezzano "Galata Sarayı efendileri", cioè i "maestri di Galata Sarayı": senza indugio gli studenti chiamano la squadra Galatasaray.
Nel 1912 la squadra viene ufficialmente registrata come associazione, secondo le disposizioni della legge ottomana.
Nel frattempo vengono anche mutati lo stemma (in quello attuale) e vengono confermati i colori sociali scelti nel 1908, cioè il giallo oro e il rosso porpora dell'Impero romano d'oriente.

### I primi successi

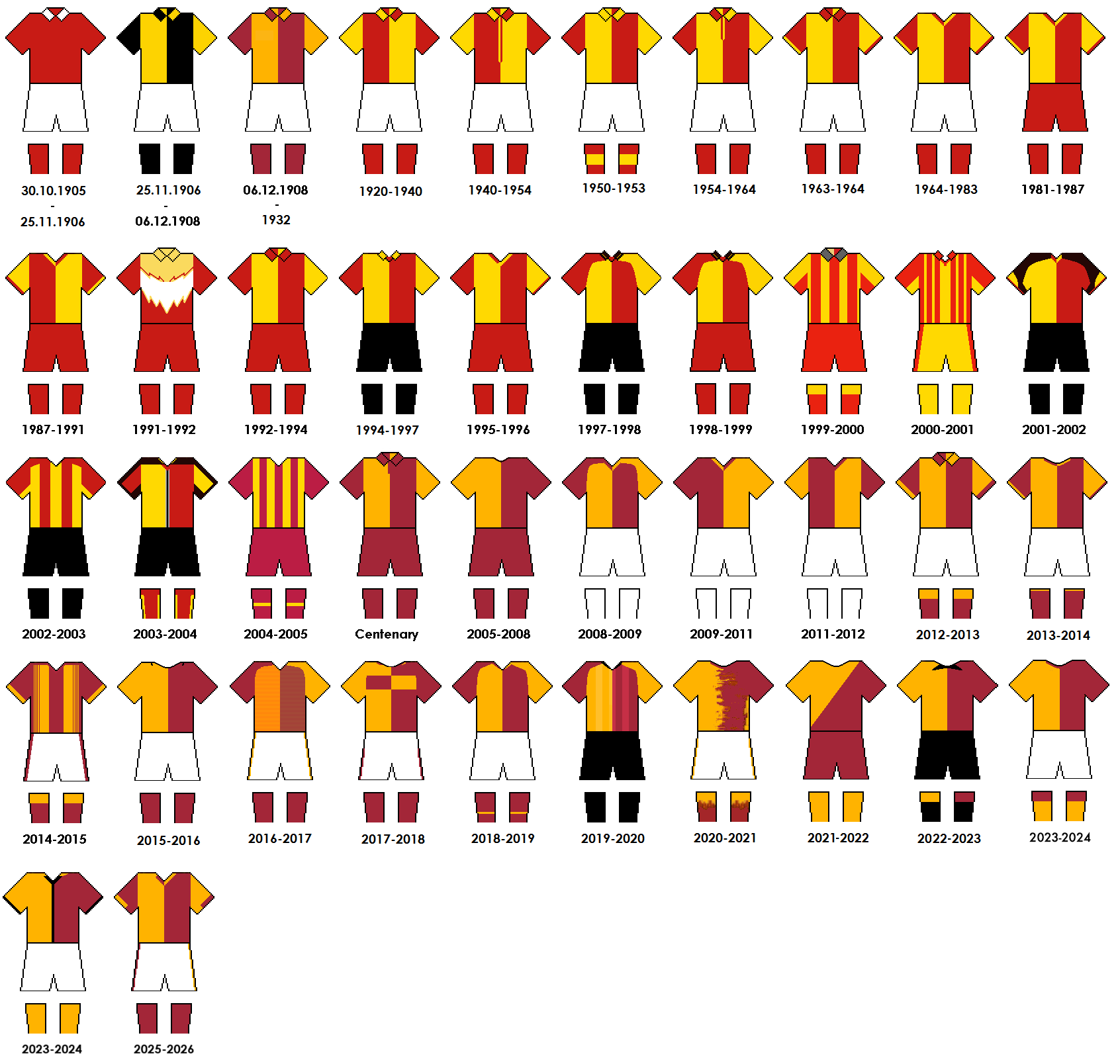
Successione delle divise del Galatasaray

Lo storico fondatore Ali Sami Yen muore nel 1951. Il Galatasaray gli dedica lo stadio, fino al 2011 teatro delle gare dei giallorossi.
I primi titoli per il Galatasaray giungono negli anni sessanta, dopo che nasce il moderno campionato di calcio turco (1959), la Süper Lig: i "Cimbom" (espressione che non è letteralmente traducibile, e che secondo alcuni deriverebbe da una canzonetta imparata da alcuni studenti del Liceo Galatasaray in gita in Svizzera, il cui ritornello sarebbe stato «Jim Bom Bom») schierano tra le proprie file il superbo portiere Turgay Şeren e la punta Metin Oktay (che giocherà anche nel Palermo), e vincono il primo campionato nel 1962, seguito l'anno dopo dalla Coppa di Turchia, che proprio in quell'anno si affaccia tra le competizioni calcistiche turche. Il Galatasaray vince le prime 4 edizioni consecutive di tale trofeo e proprio allora nasce la rivalità con le altre due grandi squadre di Istanbul, il Beşiktaş e il Fenerbahçe.

### I primi passi in Europa
Malgrado i numerosi titoli giunti in patria, nelle Coppe europee il Galatasaray non riscuote il medesimo successo.
Quasi sempre eliminati nei primi turni, i Cimbom hanno un primo sussulto nella Coppa dei Campioni 1988-89. Nei sedicesimi di finale estromettono gli austriaci del Rapid Vienna, per poi compiere un'impresa negli ottavi contro gli svizzeri del Neuchâtel Xamax: in terra elvetica i giallorossi subiscono un pesante passivo (0-3), ma al ritorno a Istanbul la rimonta dei turchi si concretizza con una doppietta di Tütüneker e una tripletta di Çolak, che fissano il punteggio su un roboante 5-0. L'ostacolo dei quarti, il Monaco di George Weah, pare assai arduo, ma nel Principato di Monaco il Galatasaray riesce addirittura a vincere (1-0 con goal di Çolak), amministrando poi il vantaggio con un pareggio (1-1) casalingo. L'avventura dei turchi finisce poi in semifinale, dove la Steaua Bucarest di Gheorghe Hagi si dimostra di un altro pianeta (4-0 e 1-1). Ma la stagione dei giallorossi pare un punto di partenza per i successi futuri.

### L'apoteosi europea

Il fantasista Gheorghe Hagi (a destra) alle prese con lo juventino Zidane in una sfida della UEFA Champions League 1998-1999

Negli anni novanta nasce una generazione che farà epoca: la squadra allenata dalla vecchia gloria Fatih Terim si arricchisce di veterani quali i rumeni Gheorghe Hagi e Gheorghe Popescu, dei brasiliani Cláudio Taffarel e Capone e di giovani talenti turchi del calibro di Ümit, Hakan Ünsal e dei futuri interisti Okan, Emre e soprattutto Hakan Şükür.
Dopo il quarto scudetto dell'era Terim nel 1998-1999, il Galatasaray prende parte alla UEFA Champions League della stagione 1999-2000, da cui partirà il migliore cammino europeo della storia del club. Ammessi direttamente al primo turno, i Cimbom finiscono nel gruppo H con Milan, Hertha Berlino e Chelsea. Gli uomini di Terim partono in sordina ed è a tutti chiaro che il Galatasaray non potrà fare strada in UEFA Champions League. Resta, però, un barlume di speranza per l'obiettivo del terzo posto, che può valere il passaggio in Coppa UEFA. Il Galatasaray ha appena un punto in classifica quando a Berlino sfida l'Hertha in lotta per il secondo posto con il Milan: un'eccezionale prova di forza conduce i turchi a una sonante vittoria per 4-1, che li rimette in gioco per l'ultima partita, all'Ali Sami Yen contro il Milan. I rossoneri devono vincere per superare il turno e a sei minuti dalla fine sono in vantaggio per 2-1 (gol di Weah e Giunti per il Milan e di Capone per il Galatasaray), quando un incredibile finale ribalta la situazione: prima Hakan Şükür pareggia, poi al 90' Ümit segna su rigore il gol della sorprendente vittoria.
Il Galatasaray giunge quindi terzo e riesce a guadagnare l'accesso ai sedicesimi di finale di Coppa UEFA, dove affronta il Bologna di Giuseppe Signori. I turchi riescono a strappare un prezioso 1-1 in Italia, per poi vincere per 2-1 nel ritorno all’Ali Sami Yen. Negli ottavi il Borussia Dortmund viene eliminato con un'altra prestazione da manuale del Galatasaray, che vince per 2-0 al Westfalenstadion per poi amministrare (0-0) il vantaggio nel ritorno in casa. Eliminato agevolmente il Maiorca (4-1 e 2-1) ai quarti, il Galatasaray si proietta in semifinale contro gli inglesi del Leeds United. All'andata in Turchia ancora Hakan Şükür e Capone firmano un prezioso 2-0 per i Cimbom, che poi pareggiano (2-2) in Inghilterra, guadagnando così l'accesso a una storica finale. La doppia sfida passa in secondo piano di fronte ai tragici episodi avvenuti ad Istanbul, dove due tifosi inglesi vengono accoltellati e uccisi dagli ultras turchi, mentre altri 5 tifosi (4 inglesi e 1 turco) restano feriti.

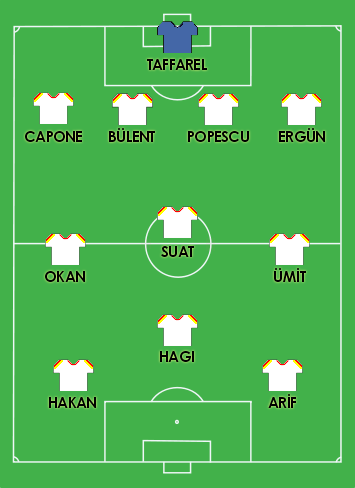
Formazione iniziale del Galatasaray contro l'Arsenal nella finale della Coppa UEFA 1999-2000.

Il 17 maggio 2000 al Parken di Copenaghen, in Danimarca, il Galatasaray ritrova un'altra inglese, l'Arsenal di Arsène Wenger, squadra nettamente favorita, potendo schierare campioni del calibro di Patrick Vieira, del capocannoniere del campionato del mondo del 1998 Davor Šuker e del campione del mondo del 1998 Thierry Henry. La gara segue il copione previsto, con l'Arsenal che pressa il Galatasaray, difeso però magistralmente dalle parate di Taffarel. Gli uomini di Terim costringono l'Arsenal allo 0-0, punteggio che non si sblocca neppure ai supplementari. Ai tiri di rigore, poi, i turchi si dimostrano più precisi con Ergün, Hakan Şükür e Ümit che non sbagliano i propri tentativi di realizzazione dal dischetto. Per l'Arsenal, che va a segno solo con Ray Parlour, pesano il palo colpito da Šuker e la traversa di Vieira. Si giunge così al rigore decisivo calciato da Popescu. Il rumeno si dimostra freddissimo, tanto che David Seaman intuisce la traiettoria, ma il tiro è troppo potente e angolato. Per il Galatasaray è un'impresa storica, essendo tra l'altro la prima squadra turca a vincere una coppa europea, e i giocatori al ritorno a Istanbul sono accolti da festeggiamenti che durano per giorni.
Di lì a poco il Galatasaray vince anche il campionato e la Coppa di Turchia: per gli uomini di Terim è una stagione d'oro, che però può essere incorniciata con un'ultima impresa. In seguito all'abolizione della Coppa delle Coppe, il Galatasaray è la prima squadra vincitrice della Coppa UEFA a sfidare la vincitrice della Coppa dei Campioni nella Supercoppa UEFA. La sfida si gioca il 25 agosto allo stadio Louis II di Montecarlo e vede i turchi contrapposti al Real Madrid. Il Galatasaray, che nel frattempo ha ceduto all'Inter la bandiera Hakan Şükür, ma ha acquistato il talentuoso brasiliano Mario Jardel, passa in vantaggio proprio con il neoacquisto al 41' su calcio di rigore. Sembra fatta, ma al 79', ancora su rigore, le merengues pareggiano con il capitano Raúl. Si va così ai supplementari, dove al 102' ancora Jardel realizza il golden goal che affonda il Real e regala ai Cimbom il quarto trionfo di una stagione memorabile.

### Anni duemila

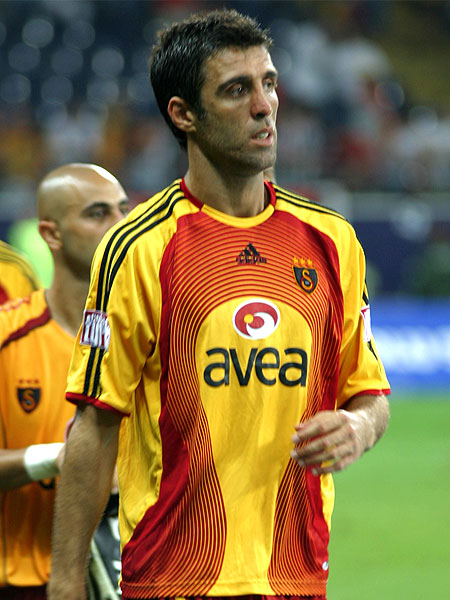
Hakan Şükür in maglia istanbulina nel 2006

Negli anni immediatamente successivi alla vittoria europea, il Galatasaray si aggiudica in patria il suo quindicesimo titolo nel 2001-2002, alloro accompagnato da due coppe nazionali (2000-2001 e 2004-2005). Con il titolo nazionale del 2002 il Galatasaray può fregiarsi (prima squadra turca a farlo) della terza stella: in Turchia, infatti, le stelle vengono assunte ogni 5 titoli nazionali vinti, e non ogni 10, come accade nel campionato italiano.
Attraversato un periodo di crisi profonda, dovuta a debiti abissali, il glorioso presidente Faruk Süren si dimette nel 2001 e, dopo una breve parentesi di Mehmet Cansun, giunge sulla sedia già di Sami Yen l'ex giocatore di basket Özhan Canaydın.
Nel 2003 Hakan Şükür, dopo la parentesi italiana (durante la quale ha giocato con Inter e Parma) e una stagione al Blackburn Rovers, torna a vestire la maglia del Galatasaray.
Nella stagione 2005-2006 i Cimbom, allenati dal belga Eric Gerets, tornano a vincere il titolo nazionale, per la sedicesima volta nella loro storia. Dopo un avvincente testa a testa con i "cugini" del Fenerbahçe (le due squadre sono appaiate a 80 punti alla penultima di campionato), il Galatasaray batte per 3-0 il Kayserispor, superando di 2 punti il Fenerbahçe, bloccato sul pareggio in casa del Denizlispor.
Nel 2006 la società fonda un'emittente televisiva dedicata completamente alla polisportiva Galatasaray, Galatasaray TV.
Nell'estate del 2008, dopo essersi nuovamente laureato campione turco dopo un'altra avvincente lotta col Fenerbahçe, il club conclude delle ottime operazioni di mercato, portando a Istanbul quattro giocatori di spessore internazionale: il portoghese Fernando Meira, prelevato dallo Stoccarda, il portiere Morgan De Sanctis, proveniente dal Siviglia, il fantasista Harry Kewell, acquistato dal Liverpool, e l'attaccante ceco Milan Baroš, proveniente dall'Lione.
Dopo aver perso il preliminare di Champions League contro la Steaua Bucarest, la squadra supera la fase a gironi di Coppa UEFA ed estromette il Bordeaux ai sedicesimi di finale, prima di essere eliminata dall'Amburgo agli ottavi. In Süper Lig la squadra chiude la stagione al quinto posto.

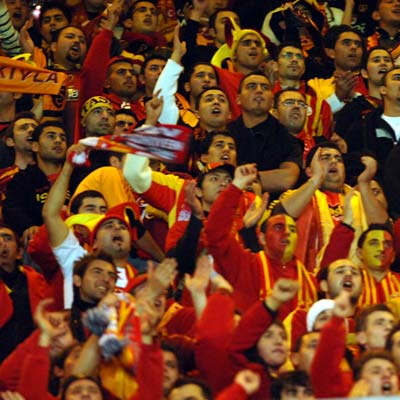
Sostenitori del Galatasaray nel 2006

La sessione di calciomercato del 2009 vede la squadra ancora una volta impegnata in un'ambiziosa campagna acquisti per tornare ai vertici del calcio turco ed europeo. Il primo innesto è l'allenatore: viene scelto Frank Rijkaard, appena esonerato dal Barcellona, squadra con la quale aveva vinto UEFA Champions League e Liga. Sono inoltre acquistati il trequartista Elano, stella del Manchester City nella precedente stagione, l'ala Abdul Kader Keïta, titolare del Lione nelle ultime stagioni, e l'esperto portiere Leo Franco (da segnalare inoltre le partenze di Meira e De Sanctis). In questa stagione la squadra è eliminata ai sedicesimi di finale in Europa League, mentre in campionato inizia una fuga con Fenerbahçe e Bursaspor, grandissima rivelazione stagionale, ma, nonostante gli acquisti dei giovani talenti Jô e Giovani Dos Santos e del terzino Lucas Neill nel mercato invernale, la squadra si classifica terza dietro alla grande sorpresa Bursaspor e al Fenerbahçe.

### Anni duemiladieci
L'estate del 2010, dopo un'onerosa campagna acquisti (tra gli altri arrivano Zvjezdan Misimović dal Verein für Leibesübungen Wolfsburg, Emiliano Insúa dal Liverpool e Lorik Cana dal Sunderland, ai quali si aggiunge nel mercato invernale Kâzım Kâzım dal Fenerbahçe), è segnata dai numerosi addii: Jô e Dos Santos, scaduti i prestiti, tornano nei rispettivi club, mentre vengono ceduti Keïta all'Al-Sadd e Leo Franco al Real Sargozza. Durante la stagione abbandonano inoltre la squadra Elano, il tecnico Rijkaard, esonerato nell'ottobre 2010, e, dopo appena sei mesi dal suo arrivo nella squadra squadra turca, Misimović. Questa stagione si rivela disastrosa: la squadra si classifica infatti ottava in Süper Lig (poi settima per l'esclusione del Fenerbahçe), rimanendo così esclusa da tutte le coppe europee, e viene eliminata in Europa League ai play-off dagli ucraini del Karpaty, squadra sulla carta nettamente più debole rispetto alla formazione turca. Sulla panchina del club si succedono Rijkaard, il rumeno Gheorghe Hagi e Bülent Ünder, assunto ad interim nel marzo 2011 per portare a termine la stagione.
Nella sessione di mercato dell'estate del 2011, a seguito dell'arrivo, tra gli altri, dell'attaccante Johan Elmander, dei centrocampisti Felipe Melo e Albert Riera, dei difensori Emmanuel Eboué e Tomáš Ujfaluši e del portiere Fernando Muslera (quest'ultimo dalla Lazio in cambio di Cana), lasciano la squadra Arda Turan, ceduto per 12 milioni di euro più eventuali bonus all'Atlético Madrid, Kewell, Neill e Insúa, quest'ultimo per fine prestito. La squadra è affidata nuovamente al tecnico Fatih Terim. Il 12 maggio 2012, pareggiando per 0-0 sul campo del Fenerbahçe, Il Galatasaray ottiene il suo diciottesimo titolo di Süper Lig.

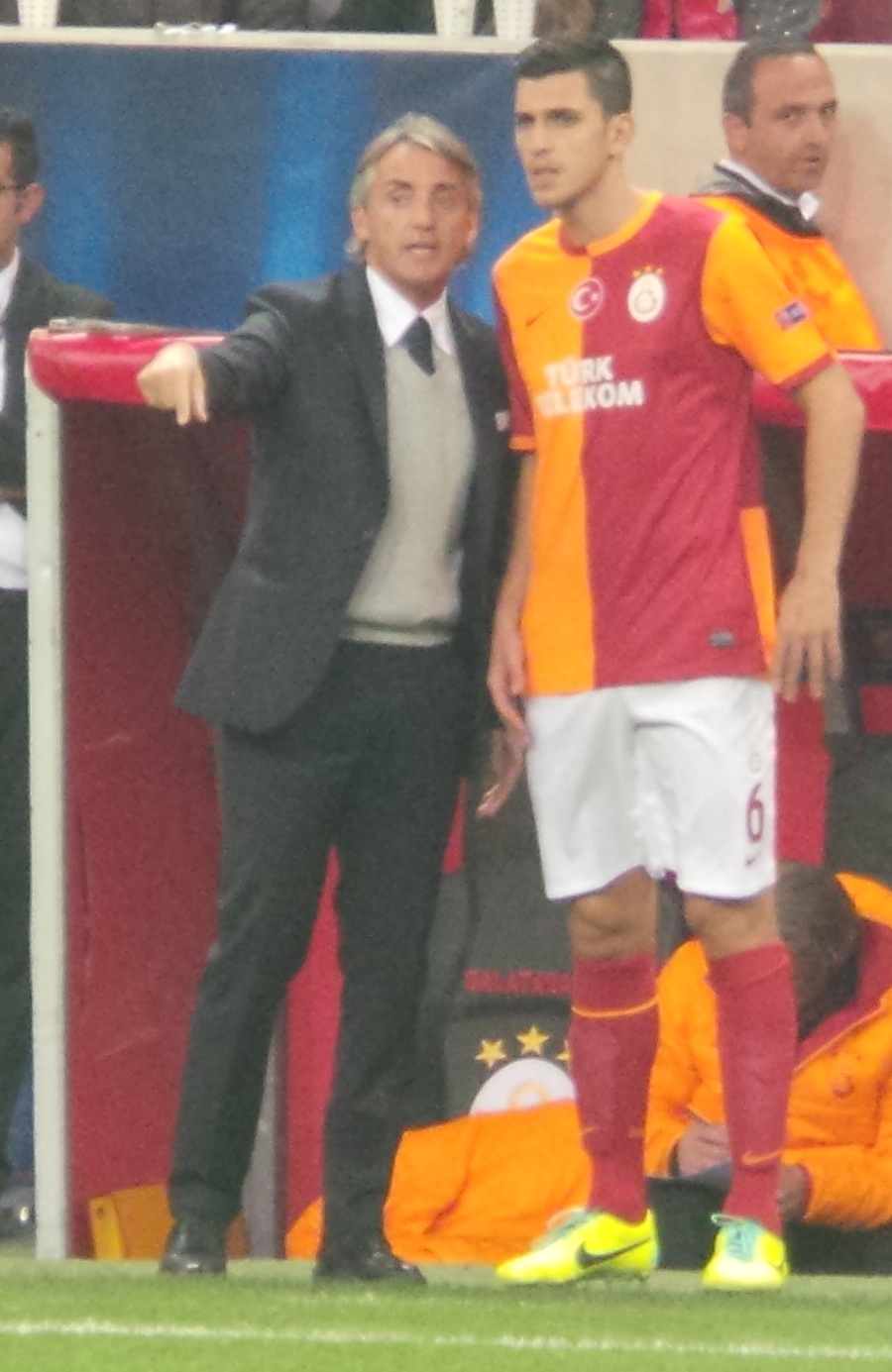
Roberto Mancini alla guida del Galatasaray nel 2013, a colloquio con Gülselam

La stagione 2012-2013 inizia con una vittoria: l'11 agosto 2012, imponendosi per 3-2 sul Fenerbahçe, la squadra del quartiere Galata di Istanbul si aggiudica per la dodicesima volta la Supercoppa di Turchia. Il 27 gennaio 2013, durante la sessione invernale del calciomercato, l'attaccante ivoriano Didier Drogba firma col club turco. Il 5 maggio 2013 il Galatasaray vince il suo diciannovesimo titolo nazionale. Nella stessa stagione viene eliminato ai quarti di finale di UEFA Champions League dal Real Madrid.
Per la stagione 2013-2014 Fatih Terim accetta l'offerta dalla nazionale di calcio della Turchia, continuando contestualmente a ricoprire il ruolo di allenatore del Galatasaray. Il club ingaggia Aurélien Chedjou dal Lilla, Alex Telles dal Grêmio, Umut Bulut dal Tolosa e riscatta definitivamente la proprietà di Felipe Melo dalla Juventus. Tra le partenze più importanti figurano quelle di Johan Elmander ed Albert Riera. Persa la Supercoppa di Turchia contro il Fenerbahçe (1-0, gol di Drogba nei tempi supplementari), il 30 settembre 2013 la società arruola Roberto Mancini come allenatore in sostituzione di Terim, passato ad allenare in pianta stabile la nazionale turca. L'11 dicembre 2013, all'indomani della sospensione della partita per precarie condizioni meteorologiche e la conseguente impraticabilità del campo, il Galatasaray conquista l'accesso agli ottavi di UEFA Champions League sconfiggendo sul proprio campo la Juventus nel recupero della rimanente parte del match, con un gol di Sneijder all'85º minuto. Grazie alla vittoria, che vale al Galatasaray il secondo posto nel girone alle spalle del Real Madrid, la squadra di Istanbul diviene la prima squadra turca capace di superare la fase a gironi di UEFA Champions League per due stagioni consecutive. Il cammino in Champions termina agli ottavi di finale contro il Chelsea e in campionato al secondo posto a nove punti dalla capolista Fenerbahçe, ma il Gala ottiene un altro successo stagionale in una coppa nazionale vincendo per la quindicesima volta la Coppa di Turchia, imponendosi per 1-0 in finale sull'Eskişehirspor (gol di Sneijder) e tornando al successo nella competizione dopo nove anni.
Nell'annata 2014-2015 siede sulla panchina turca un altro italiano, Cesare Prandelli, che inizia perdendo la Supercoppa di Turchia contro il Fenerbahçe ai tiri di rigore. L'ex CT della nazionale italiana è esonerato già alla fine di novembre, dopo un deludente avvio: terzo posto alle spalle di Fenerbahçe e Besiktas, sconfitta per 3-0 in casa contro il Trabzonspor, sconfitta in UEFA Champions League sul campo dell'Anderlecht, che estromette i turchi anche dalla lotta per il terzo posto nel girone, valido per l'Europa League. Il sostituto, Hamza Hamzaoğlu, conduce la squadra alla vittoria del double campionato-coppa nazionale. Il 25 maggio 2015 il Galatasaray conquista infatti il suo ventesimo titolo nazionale, mentre nella finale di coppa batte per 3-2 il Bursaspor, mettendo in bacheca il trofeo per la sedicesima volta, la seconda di fila.
Nell'estate del 2015 il Gala si aggiudica la sua quattordicesima Supercoppa di Turchia battendo per 1-0 ancora il Bursaspor. Hamzaoğlu è tuttavia esonerato a novembre e sostituito da Mustafa Denizli, in carica fino alla fine di febbraio 2016. Se in campionato la squadra fatica, in ambito europeo, dopo il terzo posto nel girone di UEFA Champions League, prosegue il cammino europeo in Europa League, da cui è tuttavia eliminata già ai sedicesimi di finale dalla Lazio. A Denizli, sollevato dall'incarico, subentra Orhan Atik, che allena la formazione di Istanbul come traghettatore dall'inizio alla metà di marzo. La squadra passa poi all'olandese Jan Olde Riekerink, con cui chiude la stagione al sesto posto nella massima divisione turca. Il 26 maggio 2016, battendo in finale il Fenerbahçe per 1-0 con gol di Lukas Podolski, il Galatasaray vince per il terzo anno consecutivo la Coppa di Turchia, impresa riuscita in passato solo allo stesso Galatasaray, vincitore di quattro coppe di fila dal 1963 al 1966.
Nell'estate del 2016 il club vince la sua quindicesima Supercoppa di Turchia battendo per 3-0 il Beşiktaş ai tiri di rigore il dopo l'1-1 dei tempi supplementari. Igor Tudor, subentrato nel febbraio 2017 a Riekerink, conduce i suoi al quarto posto in campionato e agli ottavi di finale di Coppa di Turchia, dove il Gala è eliminato dai concittadini dell'İstanbul Başakşehir.
Malgrado l'eliminazione nel secondo turno preliminare di Europa League patita nel luglio 2017 contro l'Östersunds, la gestione Tudor prosegue nel 2017-2018 con un buon avvio in Süper Lig, ma nel dicembre 2017, dopo una serie di sconfitte alternate da vittorie in campionato, il croato è esonerato e rimpiazzato dal rientrante Fatih Terim. In Coppa di Turchia la squadra si ferma in semifinale, ma il 19 maggio 2018 vince il suo ventunesimo titolo nazionale. 
Nella stagione 2018-2019 il Galatasaray si aggiudica il proprio ventiduesimo titolo dopo un testa a testa con l'İstanbul Başakşehir risolto alla penultima giornata, quando risulta decisiva la vittoria per 2-1 in casa in rimonta nello scontro diretto al vertice. La squadra centra il double, vincendo anche, per la diciottesima volta, la coppa nazionale, grazie al 3-1 in finale contro l'Akhisar Belediyespor detentore del trofeo. In ambito europeo la compagine giallorossa si piazza terza nel girone di UEFA Champions League, accedendo così ai sedicesimi di finale di Europa League, dove è eliminata dal Benfica. La gestione di Terim prosegue nelle annate seguenti, con la vittoria della Supercoppa di Turchia 2019.

### Anni duemilaventi
Giunto sesto nel 2019-2020, Terim viene esonerato a metà dell'annata 2021-2022, chiusa con un deludente tredicesimo posto in campionato, peggiore piazzamento nella storia del club. La rinascita viene affidata a Okan Buruk, ex bandiera del club, che da allenatore conduce il Galatasaray alla vittoria del titolo nel 2022-2023 e l'anno dopo alla vittoria del titolo con la cifra record di 102 punti ottenuti e della Supercoppa di Turchia.